# Pieter Van In
Pieter Van In is het hoofdpersonage uit de boeken van Pieter Aspe.
In de debuutroman "Het vierkant van de wraak" is Van In adjunct-commissaris. Later wordt hij gepromoveerd tot commissaris. 
Van In heeft de leiding over de Bijzondere Recherche, al moet hij in de eerste boeken de concurrentie van commissaris Deleu (de schoonzoon van de hoofdcommissaris) en van adjunct-commissaris Vanneste dulden. Beide concurrenten verdwijnen later uit beeld.  
Van In is een groot liefhebber van het Belgische bier Duvel, al schakelt hij in latere romans over op Omer.

## Achtergrond, familie en relaties
Op basis van het eerste boek ("Het vierkant van de wraak") kan Van Ins geboortejaar 1953 of 1954 zijn. In de eerste roman wordt vermeld dat hij eenenveertig jaar oud is en het boek werd in 1995 gepubliceerd. In latere verhalen wordt vaak vermeld dat Van In in de jaren zestig op school zat in Brugge, wat strookt met dit geboortejaar. Aspes geboortejaar is 1953, wat wellicht geen toeval is.
Als kind is Pieter Van In ooit bijna verdronken tijdens een uitstap van de jeugdbeweging naar het Verdronken Land van Saaftinge in Nederland. Hij kwam er tijdens het spelen in drijfzand terecht.
Van In heeft een zus. Dit wordt vermeld in het derde boek ("De kinderen van Chronos", 1997). In datzelfde boek wordt vermeld dat Van In in de zomer van 1972 voor het eerst met een meisje naar bed ging.
Ten tijde van de gebeurtenissen in het tweede boek ("De Midasmoorden", 1996) komt de lezer te weten dat Van In op dat moment al acht jaar met brigadier Guido Versavel samenwerkt. In die periode hebben ze naar Van Ins zeggen ook "acht jaar De Kee overleefd". 
Aan het eind van "Het vierkant van de wraak" krijgt Van In een (stormachtige) relatie met Hannelore Martens, een magistrate die vanaf het veertiende boek "Tango" ook zijn echtgenote wordt.
Van Ins vader overleed aan kanker op 41-jarige leeftijd. 

## Karakter
Van In is een einzelgänger. Hij gaat conflicten het liefst uit de weg. Als hij toch in conflict met anderen komt, trekt hij nors een façade op door zich te gedragen als een brute beer. Van In is wispelturig, nukkig en niet vies van vrouwelijk schoon. Toch is hij op amoureus vlak heel onzeker. In het eerste boek blijkt hij vaak te stotteren en oogcontact te vermijden wanneer hij met een aantrekkelijke vrouw wordt geconfronteerd. Hij gaat zich dan ook onbeholpen gedragen en stoot hen eerder af. Een Don Juan is hij zeer zeker niet.
In de boekenreeks heeft Van In geen gsm, omdat hij ze een inbreuk op zijn privacy vindt. 
Hij pakt de dingen graag op zijn eigen manier aan. Dat zorgt vaak voor conflicten met het hoofd van de Brugse politie, Roger De Kee en burgemeester Patrick Moens. Van In heeft het ook moeilijk met verandering. In veel verhalen mijmert hij over de goede oude tijd en heeft hij een hekel aan moraalridders. Wanneer de Bijzondere Recherche in het boek "Dood tij" van de Hauwerstraat naar de Louis Coiseaukaai verhuist, is het duidelijk dat hij zijn oude vertrouwde werkomgeving mist.
De enigen met wie hij echt goed opschiet, is zijn collega Guido Versavel en zijn vriendin Hannelore Martens. Hij komt soms overeen met zijn collega's Carine Neels en Robert Bruynooghe. Vanaf het moment dat hij vader wordt van een tweeling verandert ook Van Ins karakter in zekere mate: hij denkt meer na over zijn gezondheid, wil in verscheidene verhalen stoppen met roken en filosofeert meer en meer over de zin van het leven. Van In beschouwt het als een sport om met Klaas Vermeulen, het hoofd van de technische recherche, te bekvechten. In heel wat verhalen haalt Van In grappen uit met de man, en dat leidde al eens tot een ware vechtpartij.
Van In is een aantrekmagneet voor vrouwen, al heeft hij dit zelf haast niet door. Hij heeft meer dan eens op het punt gestaan een scheve schaats te rijden (vooral dan met Carine Neels), maar zijn geweten én Guido Versavel redden hem steeds van zijn hormonen. Helemaal clean is Van In niet als het op monogamie aankomt, want zijn eerste vrouw vroeg de echtscheiding aan nadat uitlekte dat hij een stomende affaire had met een agente én hij heeft een korte verhouding gehad met een prostituee voordat hij en Hannelore officieel een koppel werden. In "Op Drift" wordt deze relatie nogmaals opgerakeld nadat Versavel hem vraagt of hij Hannelore ooit bedrogen heeft. Van In geeft dit toe, maar hij zegt erbij dit niet als "uitschuiver" te rekenen, omdat de relatie die hij en Hannelore hadden tijdelijk gestopt was (hij was stomdronken bij haar ouders gearriveerd en dat had zij maar matig weten te appreciëren).
In het laatste boek van Pieter Aspe is Van In getroffen door kanker en alzheimer.

## Uiterlijk
Over het uiterlijk van Van In is weinig bekend. Hij is aan de dikke kant, hoest vrij vaak (hij is een kettingroker) en is van middelbare leeftijd, maar daar houden de details ook op. We weten wel dat, wanneer hij van Hannelore weer eens op de bank moet slapen, hij er tien jaar ouder uitziet dan hij is.
In "Het Dreyse-incident" blijkt Van In normaal een borstelige kuif te hebben, die door een aantal slapeloze nachten opnieuw begint uit te dunnen.

## Verschillen met de televisieserie

### Ouderwets/modern
In de boeken is Van In een eenzame wolf. Hij heeft geen mobiele telefoon, kent niets van computers en zo meer, terwijl iedereen dat wél heeft of kan. Van In is echter niet over te halen om zijn levensstijl te veranderen. In de televisieserie is dat anders: daarin zien we Van In vaak met een gsm rondlopen en waagt hij er zich zelfs eens aan op het internet te surfen.

### Onderzoeksteam
In de boeken werkt Van In op de dienst Bijzondere Recherche samen met Versavel. In latere boeken wordt de dienst uitgebreid met brigadier Bruynooghe en Carine Neels. In de televisieserie is er sprake van een heus onderzoeksteam dat de Lokale Opsporingsdienst Brugge genoemd wordt.

### Gezin
In de boeken heeft hij een derde kind, Julien, geboren in "De Cel" (2009) terwijl dat in de televisieserie niet het geval is.

### Politierang
In de televisieserie is Van In hoofdinspecteur van politie. In de boeken is hij commissaris.

## Citaten over Pieter Van In
Ik ken hem nu wel door en door, die brute Brugse beer. Weet je, hij heeft iets van mijn grootvader. Toen ik klein was vertelde die mij altijd verhalen van toen hij vóór de oorlog scheidsrechter was geweest. Een goede ook: streng maar rechtvaardig. Dat heeft Van In ook in zich. Al is hij soms wel brutaal.
(Herbert Flack, die de rol van Pieter Van In voor zich neemt in de VTM-serie gebaseerd op de verhalen van Pieter Aspe.)